# Liebe nach dem Tod
Liebe nach dem Tod (Verweistitel Die Liebenden) ist ein deutsches Filmmelodram von Matti Geschonneck aus dem Jahr 2005. Die Hauptrollen sind mit Maja Maranow, August Zirner und Laura-Charlotte Syniawa besetzt. Premiere hatte der Film am 27. Juni 2005 auf dem Filmfest München. Am 13. Februar 2006 war er erstmals im Fernsehen im Programm des ZDF zu sehen.

## Handlung
Der Diplom-Chemiker Lutz Bücking verabschiedet sich von Frau und Tochter, da er beruflich nach Sylt fliegen müsse. Zur selben Zeit macht sich auch Karin Markwart auf den Weg zum Flughafen, nachdem sie sich von ihrem Mann Paul verabschiedet hat. 
Barbara Pfeiffer bekommt kurz darauf Besuch von dem Kriminalbeamten Rado Gorsky und seinem Team sowie Paul Markwart, der ihr von Gorsky als leitender Staatsanwalt vorgestellt wird. Es geht um Steuerhinterziehung im großen Stil. Markus Pfeiffer und Markwart kennen sich von früher. Pfeiffers Anwalt meint, an Markwart gerichtet, man könne fast denken, dass er mit seinem Mandanten eine alte Rechnung zu begleichen habe. Zur selben Zeit hat die Ärztin Greta Bücking eine Auseinandersetzung mit ihrer Tochter Ines, in die Lisa, die Assistentin ihres Mannes mit der Nachricht platzt, dass die Maschine mit Gretas Mann an Bord abgestürzt sei. Paul Markwart erfährt von dem Absturz des Flugzeugs während seines Einkaufs in einem Gartencenter über einen dort laufenden Monitor.
Greta Bücking wird von ihrer Tochter darüber informiert, dass ihr Vater schon seit längerem ein Verhältnis mit einer anderen Frau gehabt habe und auch für Paul Markwart wird es zur Gewissheit, dass seine Frau ihm so manches verschwiegen hat. Seine Vermutung, dass sie ein Verhältnis mit Lutz Bücking hatte, bestätigt sich. Sein Versuch, darüber mit Greta Bücking zu sprechen, scheitert anfangs. Nachdem Greta Bückings Tochter verschwunden ist und Paul Greta seine Hilfe angeboten hat, wird diese zugänglicher und blockt nicht mehr jedes Gespräch schon im Ansatz ab. Gemeinsam suchen sie nach Ines. Durch eine Telefonnummer stoßen sie in einem kleinen Laden für Reiseliteratur auf die Mutter eines Micha, der Ines vor einiger Zeit mit seinem Auto angefahren hatte und mit dem zusammen sie unterwegs sei. Über Gespräche kommen Greta und Paul sich näher.
Nachdem Greta erfahren hat, dass ihr Mann und Karin Markwart gemeinsam eine Wohnung beziehen wollten, die auch ein Zimmer für Ines vorsah, lässt sie sich auf Paul Markwart ein. Sie schlafen miteinander. Kurz darauf wird Lutz’ Leiche gefunden, während die von Karin verschwunden bleibt. Nachdem Greta ihren Mann identifiziert und die Trauerfeier hinter sich gebracht hat, ringt sie ihrer 16-jährigen Tochter das Versprechen ab, erst einmal zusammen einige Wochen Urlaub zu machen, um dann über deren Wunsch, mit Micha, in den Ines sich verliebt hat, zu entscheiden, mit diesem zusammenzuziehen.
Nachdem Pfeiffer mangels Beweisen aus der Haft entlassen worden ist, woran Paul Markwart nicht ganz unschuldig ist, erscheint dieser Paul vor dem Abflug von Mutter und Tochter Bücking, die nach Italien fliegen wollen, auf dem Flughafen und verabschiedet sich von Greta mit den Worten, er wolle sie nach ihrer Rückkehr gern wiedersehen.

## Produktionsnotizen
Liebe nach dem Tod wurde mit dem Arbeitstitel Die Liebenden vom 4. Mai 2004 bis zum 11. Juni 2004 in Berlin und Umgebung sowie an der Nordsee gedreht. Produziert wurde der Film von der Network Movie Film- und Fernsehproduktion GmbH & Co. KG (Hamburg).
Liebe nach dem Tod ist die elfte Zusammenarbeit zwischen der Autorin Hannah Hollinger und dem Regisseur Matti Geschonneck.

## Rezeption

### Einschaltquote
Bei seiner Erstausstrahlung am 13. Februar 2006 wurde der Film von 7,34 Millionen Zuschauern eingeschaltet, was einem Marktanteil von 20,5 % entspricht.

### Kritik
Der Kritiker der Fernsehzeitschrift TV Spielfilm vergab die bestmögliche Wertung (Daumen nach oben) und meinte, im Kinofilm Begegnung des Schicksals sei Harrison Ford und Kristin Scott Thomas „das Gleiche“ widerfahren. „Hier wie dort“ würden „souveräne Darsteller den verwegenen Plot glaubhaft“ machen. Fazit: „Gewagte Story, souveräne Darsteller“.
Kino.de bescheinigte Matti Geschonneck im Moment wohl „immer das richtige Händchen“ zu haben, da er „auch bei diesem Drama“ den „passenden Ton“ treffe und „die Hauptdarsteller Maja Maranow und August Zirner zu eindrucksvollen Leistungen“ bringe. Wie so oft baue Geschonneck auch bei ‚Liebe nach dem Tod‘ auf ein bewährtes Team. So habe er sowohl mit der Autorin Hannah Hollinger und Network Movie-Produzent Reinhold Elschot bereits mehrfach gearbeitet, gleiches gelte für Kameramann Wedigo von Schultzendorff und Maja Maranow. Wie zuletzt in Liebe Schwester dürfe sie auch diesmal „für Matti Geschonneck seelische Untiefen ausloten“. Ihr Spiel sei „leise und emotional, während Partner August Zirner passenderweise für die rational-psychologische Herangehensweise zuständig“ scheine. Flankiert würden sie durch die ausgezeichneten Nebendarsteller Laura-Charlotte Syniawa, Jan Gregor Kremp und Bernhard Schütz. Weiter heißt es, Geschonnecks Inszenierung sei „stimmungsvoll“ und setze, „wie gewohnt, auf leise Töne“.
Presseportal sprach von einem „spannenden Fernsehfilm, der zwischen Thriller, Familiendrama voller psychologischer Feinheiten, Kammerspiel und leiser Liebesgeschichte“ pendele.
Das Lexikon des internationalen Films bestätigte dem Film: „Gediegen und atmosphärisch dicht inszeniertes, gut gespieltes (Fernseh-)Drama um eine nicht allzu präzise gezeichnete Neuorientierung angesichts einer existenziellen Krise. Die Handlung orientiert sich an Sidney Pollacks Kinofilm Begegnungen des Schicksals – Random Hearts (1999).“
Rainer Tittelbach von Tittelbach.tv gab dem Film 4,5 von 6 möglichen Sternen und meinte, auch wenn die Geschichte „zunächst reichlich ausgedacht“ klinge, sei sie „in jeder Minute stimmig erzählt, psychologisch spannend und existentiell wahrhaftig. Sehr genau beobachtetes Geschonneck-Hollinger-Drama mit hohem Melodram-Anteil“, hieß es weiter. Wie zwei, „denen man den Boden unter den Füßen weggezogen“ habe, würden Maja Maranow und August Zirner ihre Rollen spielen. „Wie bei so vielen Filmen von Matti Geschonneck“ sei „das Besondere auch hier, wie der Regisseur Nähe zu seinen im Aufruhr der Gefühle befindlichen Protagonisten“ aufbaue, nämlich „nicht durch filmische Tricks, sondern durch genau Beobachtung und durch die Zeit, die er seinen Figuren und den Zuschauern“ gebe.